# Temple d'Amenhotep
El temple d'Amenhotep fou un temple funerari que no es refereix a un faraó sinó a un alt oficial anomenat així, fill d'Hapu. El temple es diu de fet "Temple d'Amenhotep fill d'Hapu". Està situat prop (al nord-est) del Temple de Tuthmosis III a la vora de Madinet Habu, i al sud del Temple de Tuthmosis I.
És un temple petit però ben conservat, i tot i així és el més gran dels temples particulars, i és més gran que alguns temples de la zona de sobirans. Amenhotep era el responsable de construcció del temple mortuori d'Amenhotep III, i d'altres edificacions (per exemple Soleb a Núbia). Va obtenir permís del faraó per fer un temple per a ell mateix.